# Pasientfokus
Pasientfokus (deutsch etwa Fokus auf die Patienten, Abkürzung PF) ist eine monothematische politische Partei in Norwegen, die sich mit gesundheitspolitischen Fragestellungen befasst. Bei der Parlamentswahl 2021 erlangte die Partei ein Mandat im nationalen Parlament, dem Storting.

## Geschichte
Die Partei ging aus der Bürgerinitiative Postkortaksjonen (Postkartenaktion) hervor, die 2017 mit dem Ziel gegründet worden war, die medizinische Versorgung in den nordnorwegischen Kommunen Alta und Kautokeino zu verbessern. Die Bürgerinitiative bat seinerzeit die Bevölkerung in Nordnorwegen, Postkarten an Politiker zu senden und ein neues Krankenhaus in Alta zu fordern. Außerdem wandte sie sich gegen eine marktorientierte Unternehmensführung im Gesundheitssektor und verlangte, die Patienten wieder stärker in den Fokus zu nehmen. 2020 wurde auf Basis der Bürgerinitiative die Stiftung Alta Sykehus med Pasientfokus (Krankenhaus Alta mit Fokus auf Patienten) gegründet.
Im Frühjahr 2021 etablierte sich die Initiative als politische Listenverbindung. Am 13. September 2021 kandidierte Pasientfokus erstmals bei der Parlamentswahl in Norwegen. Die Partei trat ausschließlich im nördlichsten und bevölkerungsärmsten Wahlkreis Finnmark an. Sie setzte sich insbesondere für eine Erweiterung der Klinikk Alta um eine geriatrische Station, eine Geburtsabteilung und eine Notfallaufnahme ein. Die Partei rechnete in diesem Zusammenhang mit Kosten in Höhe von knapp 60 Millionen Euro. Sie erhielt 12,7 Prozent der Stimmen in Finnmark, wodurch sie eines der fünf Mandate in diesem Wahlkreis gewann. Im Stammsitz Alta erreichte Pasientfokus 40,5 Prozent der Stimmen und wurde dort die mit Abstand größte Partei. Auch in Kautokeino wurde Pasientfokus stärkste Partei. In das Storting zog die Parteivorsitzende, die Regionalplanerin Irene Ojala, ein.